# Maison du Prince (Verviers)
Pour les articles homonymes, voir Maison du Prince.
Ne doit pas être confondu avec Maison du Prince (Pérouges).
La maison du Prince est un immeuble classé situé dans le centre historique de la ville de Verviers en Belgique (province de Liège). Datée par dendrochronologie de 1528-1529, elle est considérée comme la plus ancienne demeure de Verviers.

## Localisation
Cette maison est située dans le centre de Verviers, au no 2 de la rue de la Tuilerie, une petite artère étroite située sous la place du Marché et à proximité de la rue Mont du Moulin. À gauche de la maison, se situe un autre bâtiment ancien appelé communément l'annexe. À droite, l'ensemble est complété par une ancienne maison en pierre calcaire formant un angle arrondi avec le Mont-du-Moulin.

## Historique et origine du nom
Si l'inventaire du patrimoine immobilier culturel de la région wallonne date la construction de la maison du Prince aux alentours de 1600, une étude par dendrochronologie fait remonter l'édification à 1528 ou 1529 faisant de cette demeure la plus ancienne de la ville de Verviers. La maison doit son nom à son ancienne fonction car elle servait de résidence au prince-évêque de Liège quand celui-ci se rendait dans la bonne ville de Verviers. L'annexe est datée, toujours par dendrochronologie, de 1626 ou 1627. 
La maison du Prince et l'annexe ont été restaurées entre 2017 et 2020 d'après des recherches menées pour aboutir à un aspect proche de la construction originale. Les bâtiments abritent deux bureaux et deux logements.

## Description

### La maison du Prince
L'immeuble comprend un rez-de-chaussée en moellons de grès et un étage en colombage placé en encorbellement comprenant quatre baies à croisée. Le colombage se compose de pans de bois horizontaux et verticaux complétés par vingt-neuf croix de Saint-André

### L'annexe
Construite à gauche de la maison du Prince et placée environ deux mètres en ressaut de celle-ci, la façade de l'annexe est moins élevée, avec un soubassement de hautes caves et un étage en encorbellement et colombage.